# L'Arrivée d'un train en gare de La Ciotat

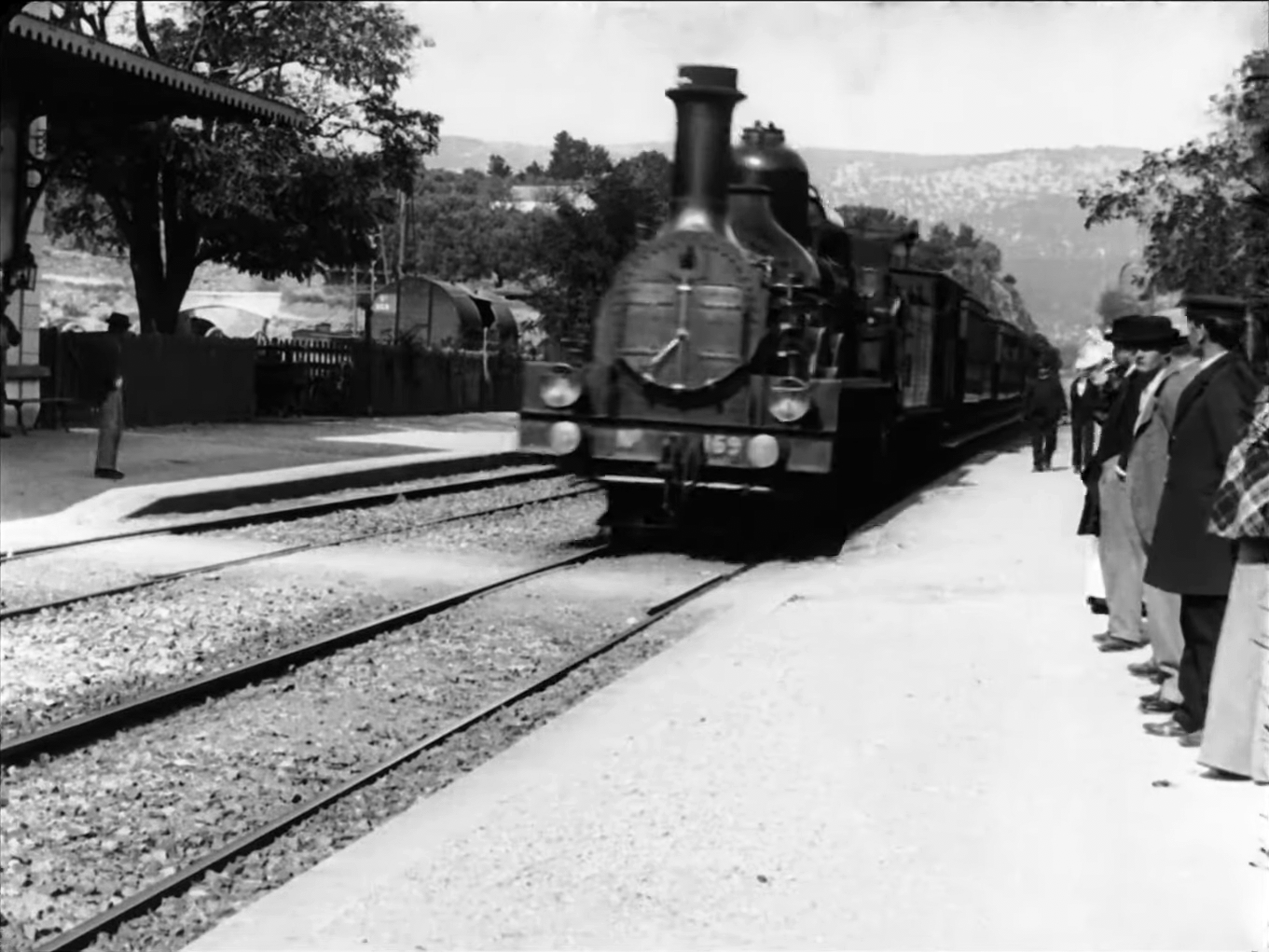
Stillbild från filmen.

L'Arrivée d'un train en gare de La Ciotat är en legendarisk fransk film från 1895, regisserad av Louis Lumière och med en längd av 50 sekunder.
En av bröderna Auguste och Louis Lumières första filmer nämns ofta som den första, omväxlande med Sortie d'usine (Arbetarna lämnar Lumières fabrik i Lyon). Båda hade premiär på samma visning, den 28 december 1895. En del av besökarna rapporteras ha rusat ut ur salen i tron att ett tåg faktiskt kom farande mot dem. Det är dock oklart om denna berättelse verkligen stämmer.
År 2020 skapades uppskalad och resounded version av en klassisk B&W-film: Arrival of a Train at La Ciotat, The Lumière Brothers, 1896 i 4K-upplösning och 60 fps.